# Li Ying (Fußballspielerin, 1993)
Li Ying (chinesisch: 李影, Pinyin Lǐ Yǐng; * 7. Januar 1993 in Dadukou, Chongqing) ist eine chinesische Fußballspielerin. Mit 113 Einsätzen ist sie eine der Rekorspielerinnen der chinesischen Fußballnationalmannschaft der Frauen. Sie outete sich zudem 2021 als lesbisch und ist die erste chinesische Sportlerin, die sich offiziell als lesbisch bekennt.

## Karriere

### Vereinskarriere
Li verbrachte ihre Karriere bei Vereinen in Hangzhou, Shandong, Guangdong und in der südkoreanischen Stadt Suwon. Momentan spielt sie in ihrer Geburststadt Chongqing beim Chonqing Yongchuan Chashanzhuhai.

### Nationalmannschaft
Li Ying gilt mit mehr als 100 Einsätzen als eine der erfolgreichen chinesischen Fußballspielerinnen. Mit der chinesischen Fußballnationalmannschaft der Frauen gewann sie die Asienmeisterschaft 2022.

## Privatleben
Li Ying ist in einer Beziehung mit der Influencerin Chen Leilei. Sie gab diese auf der Social-Media-Plattform Sina Weibo bekannt und bekannte sich damit als erste chinesische Spitzensportlerin öffentlich als lesbisch. Der Post wurde jedoch nach wenigen Stunden bereits gelöscht, manche vermuten, dass dies wegen Druckes auf Ying seitens der chinesischen Behörden passiert war. Es wird auch vermutet, dass die Löschung aufgrund von homophoben Kommentaren geschehen ist.